# Boisset-Saint-Priest
Boisset-Saint-Priest är en kommun i departementet Loire i regionen Auvergne-Rhône-Alpes i centrala Frankrike. Kommunen ligger i kantonen Saint-Jean-Soleymieux som tillhör arrondissementet Montbrison. År 2022 hade Boisset-Saint-Priest 1 284 invånare.

## Befolkningsutveckling
Antalet invånare i kommunen Boisset-Saint-Priest
| Referens: INSEE |